# 암스테르담 스히폴 공항
암스테르담 스히폴 공항(네덜란드어: Koninklijke Luchthaven Schiphol, IATA: AMS, ICAO: EHAM)은 네덜란드 암스테르담에서 남서쪽으로 11km 떨어진 하를레메르메이르에 있는 국제공항이다. KLM과 델타 항공의 허브 공항으로 사용하고 있다.
영국의 런던 히스로 공항, 프랑스의 파리 샤를 드 골 공항, 독일의 프랑크푸르트 공항과 함께 유럽을 대표하는 허브공항이며, 2016년 이용 여객수 기준으로 유럽 3위의 공항이다.

## 역사
1916년 9월 16일 군용비행장으로 개항하였으며 1920년 KLM에서 운항하기 시작하였다. 제2차 세계대전으로 공항이 붕괴되었으나, 1945년 이후 암스테르담에서 공항을 재건하였다. 1967년 5월 현재의 스키폴 공항으로 공식 개항하였다. 공항은 스키폴 공항관리국(Schiphol Airport Authority)에서 관리 및 운항하고 있으며, 직원수는 약 1,900명이다. 계류장은 면적이 약 119만 4900m로 항공기 144대가 동시에 머무를 수 있으며, 주차장은 17개가 있으며 2만 7063대를 동시에 주차할 수 있는 규모를 가지고 있다.

## 터미널
스키폴 모든 시설 단일 지붕 아래에 있는 원 터미널 개념하며, 중앙 광장에서 방사되는 것을 사용한다. 터미널, 하지만, 3개의 구간 또는장 지정된 1,2,3로 나뉜다. 이 모든 홀, 부두나 중앙 홀이 있기 위해 연결되어 있다. 하지만, 보안 또는 국경 검사의 양쪽에서 사이에 부두, 심지어 다른 홀들로 연결된에서 걷는 것이 가능하다. 이것에 대한 예외는 저렴한 부두 M:한번airside(검색대), 승객들이 어떤 다른 분야에 접근할 수 없다. 출입국 관리 논 센겐 지역에서 자유 통행을 분리하고 있다. 스키폴 공항 약 165에 탑승하고 각각 성문이 있다.
스키폴 수익의 원천으로, 승객들을 위한 추가적인 매력으로 큰 쇼핑 지역이 있다. 세관기 전에 스키폴 광장은 그 쇼핑 센터, 따라서 항공 여행객들과 논 트래빌링 방문객들에 의해 사용된다.

### 터미널 1
교각 B와 C를 출발 홀 1로 이루어져 있는데 이들은 둘 다 전용 자유 통행 지역이다. Pier B와 PierC 21를 각각 성문이 있고 14각각 성문이 있다.

### 터미널 2
교각 D, E의 출발 홀 2로 구성되어 있다.
Pier D는 가장 큰 나루터와 2층 버스다. 하단층 논 센겐의 비행과 위층 또는 논쉔겐 비행에 사용된다. 계단 사용하여, 같은 제트웨이즈는 항공기에 액세스 하는 데 사용되고 있다. Schengen 문 D-59을 시작으로 논 센겐 문 D-1 D-57까지의 수로 되어 있다.
부두는 E전용 논쉔겐 지역과 14각각 성문이 있다. 스카이 팀 허브 항공사 델타 항공과 KLM, 중국 항공사와 중국 남방 항공 등 다른 회원들과 함께 대개 집. 다른 중동 국가와 EVA항공과 에티하드 항공, 이란 항공과 아스타나 항공과 같은 아시아 항공사들 또한 일반적으로 피어 E으로 운영하고 있다.

### 터미널 3
부두 F, G, H, M. 피어 F의 출발 홀 3로 구성되어 있다. 일반적으로 주요 항공사인 KLM, 케냐의 케냐 항공, 중국국제항공사와 중국남방항공 등 스카이 팀 회원사들은에 의해 지배되고 8각각 성문이 있다.항공사들은 던지고, 다른 멤버들. PierG, 부두 E, 일상 에어 버스 A380서비스를 처리하는 유일한 터미널로, 에미레이트와 중국 남방 항공사에 의해 제외하고 13게이트와고 있다. 교각 H와 M과 저비용 항공사들에게 집 7문 각각 포함되어 있다. 교각 F, G및 H은 논 센겐을 할 부분이 있다. Pier M 전용쉔쉔겐 지역이다.

### 일반 항공 터미널
새로운 일반 항공 터미널 2011년은 공항의 동쪽, KLM제트 센터로 운영에 열렸다. 새로운 터미널 건물, 실제 터미널로 1천 제곱 미터(11,000sq ft)과 라운지, 사무 공간을 4000제곱 미터(4만 3000여명sq ft)이나 1000제곱 미터(11,000평방 피트의 6000m2(65000 sq ft)의 플로어 스페이스다. 주차피트도 있다.

### 다른 시설
그 암스테르담 국립 미술관 공항에서고 전시회에 현대 아트다. 입장료는 무료이며, 고전의 작은 개요 제공하는 부속 문서를 운영하고 있다. 공항은 박물관 2016년 말까지, 개장으로 인해 닫혀 있다.
여름 2010년에 스키폴 공항 도서관은 박물관 옆에 주차하고, 승객들 네덜란드 작가들에 의해 과목에 1200책(29의 언어로 번역되어)의 컬렉션을 관련된 접근을 제공함을 열었다. 그 나라의 역사와 문화이며, 그 89.9 m2(968년 sqft)도서관과, 다운로드 되의 스키폴 공항 도서관 안에 닫히었다. 노트북 컴퓨터 또는 모바일 디바이스에 자유로울 수 있네덜란드 예술가들과 작곡가들에 의해 전자책과 음악을 제공한다. 2014년 9월과 2016년 말까지 개축에 관하여.
항공 열 성가들을 위해, 암스테르담 스키폴 국제 공항은 큰 지붕 보기 영역, 패너래머테어러즈를 요청했다. 나오지 않는 한 그들은 먼저 공항 밖으로 나오는 그것은 승객들 연결하는 액세스 할 수 없다. 발굴광고 수강료 공항의 출국 게이트 안쪽 편에서 무료 입장할 수 있다. 2011년 6월이기 때문에 KLM 시티호퍼 Fokker100, 패너래머테어러즈 외에도 꿈은 시청 전시품이다. 수정을 위해, 위치, 스히폴은 특히 함께 기타에 직면한 유적이 있다. 공항의 북쪽에서 폴더반 활주로와 맥도날드의 레스토랑이 있다.
스키폴 이곳은 시체서 출발 또는 도착 후에 다룰 수 있는 그것의 자신의 빈소를 가지고 있다. 2006년 10월 이후로, 사람들은 또한 스히폴에서 결혼식을 올릴 수 있다.
스키폴 또한 433개의 방, 둥근 모서리와 마름모꼴 창문이 새로운 최첨단 큐브쉐입트 힐튼 호텔이 있다. 넓은 심방과 건물의 심장에 있는 41-metre-high(135ft)천장 유리를 만들었다. 지붕 있는 통로 직접 터미널까지 가는 호텔을 연결한다. 그 호텔은 2015년에 완성되었다.

## 운항 노선
- 가나다 순

| 항공사                  | 도착지 |
| ----------------------- | --- |
| KLM                     | 과야킬, 글래스고, 고텐버그, 그단스크, 그라츠, 나이로비(조모 케냐타), 낭트, 네팔, 노리치, 뉴욕(JFK), 뉴캐슬어폰타인, 넘부르크, 니스, 다르에스살람, 담암, 덴파사르/발리, 델리, 도쿄(나리타), 드레스덴, 두바이, 더블린, 뒤셀도르프, 라고스, 라스베이가스, 로마(피우미치노), 로스앤젤레스, 루안다, 룩셈부르크, 런던(시티, 히스로), 리마, 리스본, 리옹, 리우데자네이루(갈레앙), 린셰핑, 마닐라, 마드리드, 마르세유, 말라가, 멕시코시티, 맨체스터, 모스크바(셰레메티예보)(중단), 몽펠리에, 무스카트, 뭄바이, 뮌헨, 미니애폴리스, 밀라노(리나테, 말펜사), 바레인, 발렌시아, 바르샤바(쇼팽), 바르셀로나, 바젤/뮐루즈, 방콕(수완나품), 베네치아, 베르겐, 베를린(테겔), 베이징(수도), 벨페스트, 벵갈루루, 벡셰, 밴쿠버, 보고타, 보네르, 보르도, 브로츠와프, 보스턴, 볼로가나, 버밍엄, 브레멘, 브리스톨, 브뤼셀, 부다페스트, 부에노스아이레스(에세이사), 부쿠레슈티, 빈, 빈트후크, 빌룬드, 빌바오, 사네피오르, 산티아고, 상트페테르부르크(중단), 상파울루(구아룰류스), 상하이(푸둥), 샤먼, 샌프란시스코, 서울(인천), 스타방에르, 스톡홀름(알란다), 슈투트가르트, 시카고(오헤어), 신트마르턴, 싱가포르, 아부다비, 아크라, 아루바, 아테네, 알리칸테, 에드몬튼, 에든버러, 엔테베, 애버딘, 애틀랜타, 오사카(간사이), 오슬로(가르데르모엔), 요하네스버그, 올보르, 워싱턴(덜레스), 이스탄불(아르나부코이), 인버니스, 자그레브, 자카르타(수카르노 하타), 제네바, 제노바, 카디프, 카르타헤나, 카타니아, 킬리만자로, 칼리아리, 케이프타운, 캘거리, 코펜하겐, 쿠알라룸푸르, 쿠웨이트, 퀴라소, 크라쿠프, 크리스티안산, 키갈리, 키이우(보리스필)(전쟁으로 중단), 키토, 타이페이(타오위안), 텔아비브(벤구리온), 토론토(피어슨), 토리노, 트론헤임, 티스사이드, 청두, 취리히, 파나마시티, 파리(샤를 드골), 파라마리보, 포르투, 프라하, 프랑크푸르트, 함부르크, 항저우, 헬싱키, 험버사이드, 홍콩(첵랍콕), 휴스턴(인터컨티넨털) 계절편 : 리베리아, 마이애미, 산호세, 솔트레이크시티, 스플리트, 아바나, 이비사 |
| TUI 플라이 네덜란드     | 그란카나리아, 란사로테, 마르사알람, 마이애미, 몬테고베이, 바라데로, 반줄, 보아비스타, 살, 상비센트, 아루바, 올긴, 올랜드(산포드), 칸쿤, 테네리페, 파라마리보, 프라이아, 푸에르테벤투라, 푼타카나, 후르가다 계절편 : 다라만, 다카르(다이아스), 라팔마, 로도스, 로바니에미, 메노르카, 몸바사, 미코노스, 보드룸, 볼티모어, 부르가스, 사모스, 산토리니, 샤름엘셰이크, 스키아토스, 안탈리아, 알리칸테, 엔피드하, 오리드, 이발로, 이즈미르, 인스부르크, 자킨토스, 잔지바르, 카르파토스, 카타니아, 케팔로니아, 코르푸, 코스, 키틸레, 테르세이라, 트리바트, 파로, 파포스, 팔마데마요르카, 폰타델카나, 포르투, 하니아 |
| 트랜스아비아닷컴        | 그란카나리아, 네팔, 니스, 두바이, 라르나카, 라팔마, 란사로테, 류블랴나, 리스본, 마라케시, 말라가, 바르셀로나, 발렌시아, 베오그라드, 베이루트, 바리, 세비야, 아가디르, 아테네, 알리칸테, 알메리아, 암만(퀸 알리아), 인스부르크, 카사블랑카, 카타니아, 카토와이스, 케블라피크, 테네리페, 테살로니키, 텔아비브(벤구리온), 파로, 파리(오를리), 푸에르테벤투라, 피사, 푼샬 계절편 : 두브로브니크, 로도스, 메노르카, 몸바사, 바르나, 베로나, 보드룸, 사모스, 산토리니, 샹베리, 아작시오, 안탈리아, 에일리트, 올비아, 이즈미르, 칼라마타, 코르푸, 치오스, 프레베자 |
| 콘랜던 네덜란드 항공    | 그란카나리아, 란자로테, 안탈리아, 테네리페, 푸에르토바야르타, 푼샬, 후르가다 |
| 대한항공                | 서울(인천) |
| 중국남방항공            | 광저우, 베이징(수도) |
| 중국동방항공            | 상하이(푸둥) |
| 샤먼 항공               | 샤먼 |
| 캐세이퍼시픽 항공       | 홍콩(첵랍콕) |
| 중화항공                | 타이페이(타오위안) |
| 에바 항공               | 방콕(수완나품), 타이페이(타오위안) |
| 우크라이나 국제항공     | 키이우(보리스필)(전쟁으로 중단) |
| 이스타나 항공           | 아리타우 |
| 싱가포르 항공           | 싱가포르 |
| 가루다 인도네시아 항공  | 자카르타(수카르노 하타) |
| 이란 항공               | 테헤란(이맘 호메이니) |
| 에미레이트 항공         | 두바이 |
| 에티하드 항공           | 아부다비 |
| 튀니스에어              | 튀니스 |
| 벨라비아 항공           | 민스크 |
| 이집트 항공             | 카이로 |
| 케냐 항공               | 나이로비(조모 케냐타) |
| 로얄 에어 모로코        | 나도르, 카사블랑카, 탕헤르 계절편 : 알호세이마, 우지다 |
| 에어 아라비아 모로코    | 나도르, 탕헤르, 페스 |
| 로얄 요르단 항공        | 암만(퀸 알리아) |
| 카타르 항공             | 도하 |
| 에어링구스              | 더블린 |
| 라이언에어              | 더블린, 말라가 |
| 불가리아 항공           | 소피아 |
| 에어 몰타               | 몰타 |
| 조지아 항공             | 트빌리시 |
| 엘알 이스라엘 항공      | 텔아비브(벤구리온) |
| 에어 세르비아           | 베오그라드 |
| 에게 항공               | 아테네 |
| 크로아티아 항공         | 자그레브 |
| 터키항공                | 이스탄불(아르나부코이) |
| 페가수스 항공           | 안탈리아, 이스탄불(사비하 괵첸) |
| 선 익스프레스           | 이즈미르 |
| 오누르 에어             | 안탈리아 |
| 에어발틱                | 리가, 빌뉴스, 탈린 |
| 아에로플로트            | 모스크바(셰레메티예보)(모든 국제선 중단) |
| 우랄 항공               | 모스크바(주콥스키)(모든 국제선 중단) |
| 루프트한자              | 뮌헨, 프랑크푸르트 |
| 유로윙스                | 슈투트가르트, 함부르크 |
| 스위스 국제항공         | 취리히 |
| 오스트리아 항공         | 비엔나 |
| 체코 항공               | 프라하 |
| LOT 폴란드 항공         | 바르샤바(쇼팽) |
| 노르웨이 에어 셔틀      | 뉴욕(JFK), 스톡홀름(알란다), 오슬로(가르데르모엔), 코펜하겐 |
| 스칸디나비아 항공       | 스톡홀름(알란다), 오슬로(가르데르모엔), 코펜하겐 |
| TAROM                   | 부쿠레슈티 |
| 알리탈리아              | 로마(피우미치노), 밀라노(리나테) |
| 에어 프랑스             | 낭트, 렌, 스트라스부르, 파리(샤를 드골) |
| 트랜스아비아닷컴 프랑스 | 파리(오를리) |
| 레벨                    | 런던(루턴), 로마(피우미치노), 리스본, 밀라노(말펜사), 바르셀로나, 비엔나, 푸에르토바야르타 |
| 부엘링 항공             | 바르셀로나, 발렌시아, 빌바오, 산티아고데콤포스텔라, 알리칸테, 플로렌스 계절편 : 이비사, 팔마데마요르카 |
| 이베리아 익스프레스     | 마드리드 |
| 에어 유로파             | 마드리드 |
| 영국항공                | 런던(개트윅, 시티, 히스로) |
| 이지젯                  | 글래스고, 네팔, 니스, 런던(개트윅, 사우스엔드, 스탠스테드), 로마(피우미치노), 리버풀, 밀라노(리나테, 말펜사), 맨체스터, 바젤/뮐루즈, 베네치아, 벨페스트, 브리스톨, 부다페스트, 보로도, 빈, 아가디르, 알리칸테, 에든버러, 제네바, 텔아비브(벤구리온), 취리히, 프라하 |
| 제트투컴                | 리즈 |
| 핀에어                  | 헬싱키 |
| 델타 항공               | 뉴욕(JFK), 디트로이트, 미니애폴리스, 보스턴, 솔트레이크시티, 시애틀(터코마), 애틀랜타, 올랜도, 포틀랜드 |
| 유나이티드 항공         | 뉴어크, 시카고(오헤어), 워싱턴(덜레스), 휴스턴(인터컨티넨털) |
| 아메리칸 항공           | 필라델피아 |
| 에어캐나다              | 토론토(피어슨) |
| 아에로멕시코            | 멕시코시티 |
| 수리남 항공             | 파라마리보 |

## 연계 교통

### 도로 교통
- 공항버스
- 자동차

### 철도 교통
- 탈리스
- 스키폴 공항역